# Győrvári József
Győrvári József (1934. március 10. – 2002. március) labdarúgó, csatár, hátvéd.

## Pályafutása
Az Újpesti Dózsában mutatkozott be az élvonalban 1957. március 17-én a Haladás ellen, ahol 1–1-es döntetlen született. Kezdetben balszélsőként szerepelt. Tagja volt az 1959–60-as idényben bajnoki címet szerzett csapatnak. Mind a 26 mérkőzésen pályára lépett, de már mint balhátvéd. Utolsó élvonalbeli mérkőzését az Újpesti Dózsában 1960. október 16-án játszotta Debrecenben a DVSC ellen, ahol 1–0-s újpesti győzelem született.

## Sikerei, díjai
- Magyar bajnokság
  - bajnok: 1959–60
  - 2.: 1960–61
  - 3.: 1957-tavasz